# Cornelis Johannes Mulder
Cornelis Johannes Mulder (Den Haag, 19 november 1860 – Soest, 26 mei 1945) was een Nederlands altviolist.
Hij werd geboren in het gezin van Gerardus Johannes Mulder en Maria Margaretha Ouwerschuur. Zijn vader was bij zijn geboorte bediende. Hijzelf was getrouwd met Wilhelmina Anna van Eijk.
Hij kreeg zijn muzikale opleiding aan de Muziekschool in Den Haag. Hij kreeg er les in diverse richtingen, waaronder muziektheorie, contrapunt en muziekgeschiedenis van Willem Nicolaï. Hij speelde ook al in een orkest dat uitvoeringen gaf onder leiding van Johannes Verhulst in Diligentia  In 1880 verhuisde hij naar Arnhem om er te gaan spelen in het orkest van het achtste Regiment Infanterie. Toen de dirigent daarvan Albert Kwast meer de symfonische kant op wilde en de Arnhemsche Orkest Vereeniging oprichtte, verhuisde Mulder mee. Hij werd er eerste altist. Het AOV had twee orkesten in haar beheer, een symfonie- en een harmonieorkest. De eerste dirigenten, en dan met name Martin Heuckeroth hadden weinig affiniteit met harmoniemuziek en zo kon Mulder ook dirigent van dat onderdeel worden. Hij bleef ook tweede dirigent van het symfonieorkest. Hij werd echter bij een nieuwe benoeming voor het symfonieorkest gepasseerd (Albert Kwast kwam tijdelijk terug) en bedankte meteen ook voor de functie bij het harmonieorkest. In 1936 trok hij zich terug uit het orkest, waarvan hij ook al lange tijd administrateur was. Al die tijd was hij ook regelmatig te zien als kamermuzikant; hij speelde dan met muzikanten als  Hendrik Arnoldus Meijroos, Cornelis Hendrik Coster en Jan Karel Eduard Koolhaas Aarinksen.